# El Franco
El Franco es un concejo español de la comunidad autónoma del Principado de Asturias y un lugar de dicho concejo, de la parroquia de Valdepares.
El concejo de El Franco limita al norte con el mar Cantábrico, al sur con Castropol y Boal, al este con Coaña y al oeste con Tapia de Casariego. Cuenta con una población de 3834 habitantes (INE 2017). Sus principales núcleos son: La Caridad, que es su capital, Miudes, Arancedo, Valdepares y Viavélez.
Es uno de los municipios en los que se habla eonaviego (o gallego-asturiano).

## Geografía
Integrado en la comarca del Eo-Navia, su capital, La Caridad, se sitúa a 115 kilómetros de Oviedo. El término municipal está atravesado por la autovía A-8 y por las carreteras nacional N-634, entre los kilómetros 532 y 538, y las locales de 2.º orden FR-1, FR-2, FR-3, FR-4, FR-5 y FR-6, que permiten la comunicación dentro del territorio y con los municipios vecinos de Coaña, Boal y Tapia de Casariego. 
| Noroeste: Tapia de Casariego | Norte: Mar Cantábrico | Nordeste: Coaña |
| Oeste: Tapia de Casariego    |                       | Este: Coaña     |
| Suroeste: Castropol          | Sur: Boal             | Sureste: Boal   |

Su relieve contiene una rasa litoral de mayor altitud que los concejos próximos, de ahí que sus cursos fluviales el Porcía y el Mazo, estén completamente encajados. La zona meridional es la más elevada, destacando al sureste la sierra de Penouta. El río Porcía hace de límite con Tapia de Casariego, mientras que el río del Mazo discurre por el interior del territorio. La altitud oscila entre los 900 metros (Penouta), al sureste, en el límite con Boal, y el nivel del mar. La capital del concejo, La Caridad, se alza a 60 metros sobre el nivel del mar. 
Su superficie arbolada se ha ido reduciendo por la presión de la ganadería y de la industria maderera. Ha sido repoblada con eucaliptos. Es importante su masa arbórea de Miudes y La Caridad.
Hay que destacar las cuevas de Andina declaradas Patrimonio Natural, que son del Cámbrico Inferior. Es un valle semicerrado, cuyas aguas van al Mazo, hay cuevas y escarpes, donde nacen bosques de robles, laureles y madroños. Esta zona es de propiedad privada.

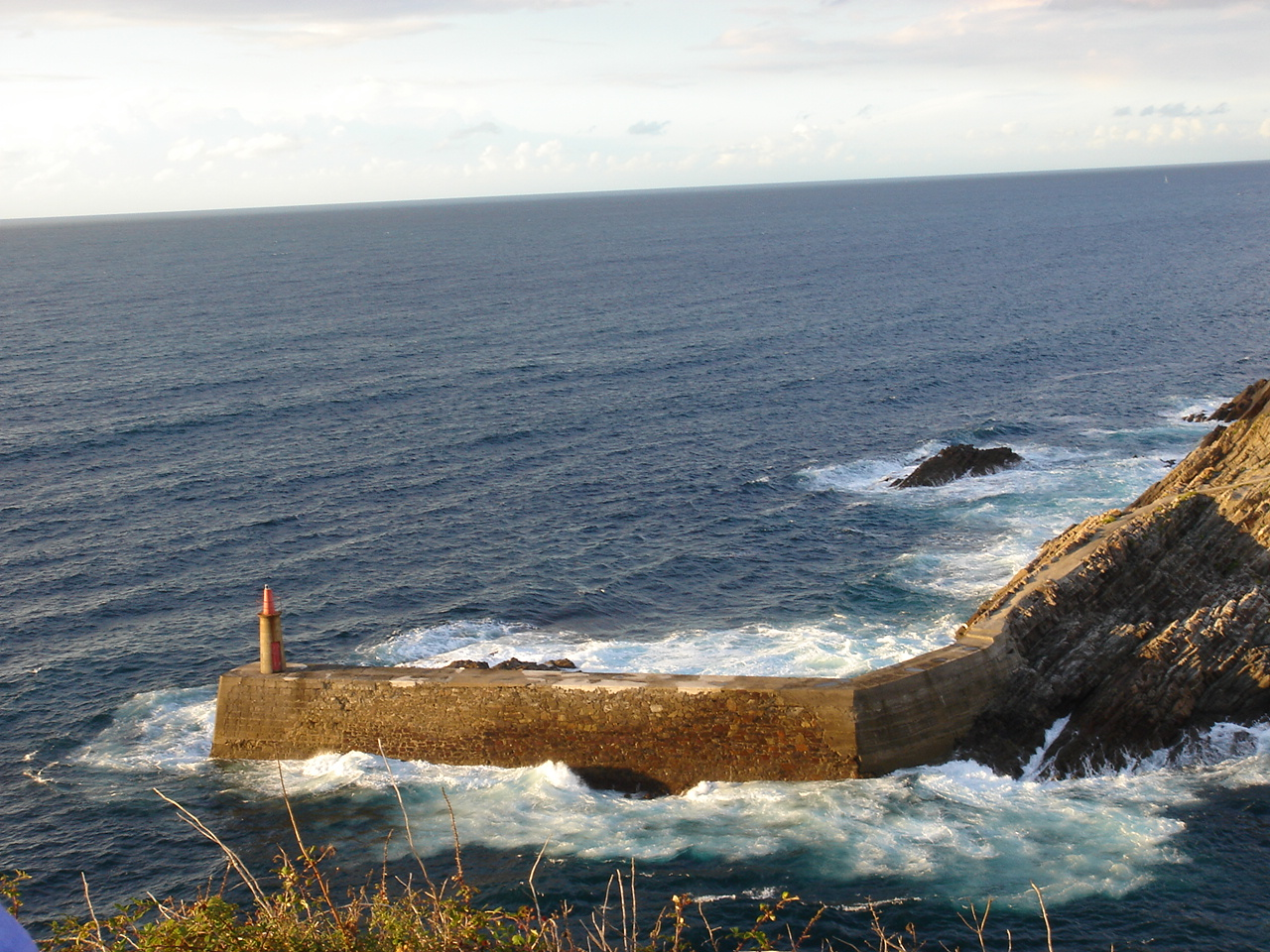
Dique del puerto de Viavélez

## Historia

### Edad Antigua
El Franco no tiene restos de actividad humana anteriores al Neolítico, pero se sabe que en toda la rasa costera hubo presencia humana.
De la cultura castreña hay gran cantidad de restos. Se localizaron seis yacimientos de los que son más destacados dos: El Cabo Blanco, en Valdepares, catalogado como gran castro del sector lucense, siendo uno de los más grandes, con cuatro recintos defendidos por fosos y el de El Arancedo, este no ha sido excavado cuidadosamente, sufriendo expoliaciones.
La época romana, está marcada por las explotaciones auríferas, donde han sido localizados antiguos trabajos mineros en torno al castro de Arancedo, donde se han encontrado restos de utillaje.

### Alta Edad Media
La Edad Media nos deja las primeras fuentes escritas conocidas de la vida del Concejo en la que se muestra la particular evolución de los poderes feudales en el occidente asturiano. Esta época viene marcada por la poderosa institución eclesiástica que mantuvo su influencia en estas tierras hasta la Edad Moderna. En concreto, el primer documento que tiene una referencia expresa al Concejo es el testamento del año 926, 23 de septiembre, otorgado por un supuesto rey Ramiro, hijo de Alfonso III y de la Reina Ximena, quien dona una serie de iglesias en el occidente asturiano entre las que se incluyen la secus flumen Ermezana iuxta Miudes ecclesiam Sancte Eulalie, iglesia que suele identificarse con el lugar que ocupa la capilla del Revellón en la parroquia de Miudes. Uno de los aspectos más interesantes de dicho documento es el relativo a la ordenación territorial del occidente asturiano y la dependencia de los concejos de los centros religiosos. Esta forma de organización, quizás resulte, reminiscencia de la organización del territorio en el monacato bretón al que alude el Parrochiale Suevum. En concreto en lo que al concejo de El Franco se refiere, la indicada iglesia de Santa Eulalia a la que hace mención el documento, incorpora junto a la iglesia las familias que dependían de aquella et cum familia sua et cum suis adiecentis, tal expresión por lo demás se repite en el resto de las iglesias de occidente asturiano.
La organización del concejo en este tiempo nos es conocida por dos aveniencias y un inventario recogido en el Liber Testamentorum Ovetensis que pusieron supuestamente fin a las disputas entre los señores feudales de la comarca. Son los documentos conocidos como 'Divisio Sancta Marian et Sanctum Iohannem' (1050), 'Divisio Suaronem et Alvam' (1090) y la 'Notitia de hominibus de Cartavio' (1090), documento este último que contiene un breve opúsculo que se refiere en concreto a la dependencia y jurisdicción de San Juan de Prendonés. Sabemos hoy a través de estos documentos que el territorio del actual concejo, se encontraba dependiente del Honor de Suarón, cuya tenencia dominaba toda la región entre el Eo y el Navia, junto al cual se encontraban las mandaciones de Cartavio, San Juan y Miudes dependientes de aquel. 
La mandación de Cartavio comprendía el Este del actual concejo hasta el río Armazá y el monte Arancedo. Esta mandación fue objeto de diversos pleitos conocidos como 'Agnitio de Kartavio' (1056) y el anteriormente citado 'Divisio Sancta Maria' (1050) tras los cuales y con fundamento en dos supuestas donaciones contenidas en los documentos 'Testamentum Froilani Velaz' (972) y 'Comisum de Cartavio' (976) pasa a depender de los obispos de Oviedo. Parece ser que dicha mandación constituía un prestimonio o primitivo foro de la Santa María de Miudes, por coincidir parcialmente su territorio y particularmente por la referencia al abad Monio en la 'notitia de hominibus de Cartavio' (LT 72vA2). Por su parte, la mandación de San Juan de Prendonés dependía de la familia de Analso Garvixo, un ricohome cuya familia ejerce una importancia creciente hasta que es acusado de subversión durante la minoría del rey Alfonso V. Parece claro, en todo caso, que dicha mandación está ligada a la nobleza local de la comarca. La mandación de Santa María de Miudes dependiente del Monasterio de Corias es la más importante de las tres, estando vinculada a la misma, como ha quedado indicado, la de Cartavio. El Libro Registro de Corias se refiere con gran detalle a esta última significando como Arias Felix edificó el monasterio de Santa María de Miudes junto al río Ermezana (hoy río Armazá), posteriormente el conde Jimeno padre del conde Piniolo y su mujer la condesa Aragonte la adquirieron por compraventa. Hacia el año 1044 el conde Piniolo Jiménez y la condesa Aldonza Muñoz hicieron donación del monasterio de Miudes con todas sus pertenencias al Monasterio de Corias, siendo este uno de los siete monasterios de la fundación inicial del monasterio coriense, (LRC 54vA10-54vB20).
Conocemos a través de estos documentos muchos datos acerca de la vida de los vecinos, de las relaciones de vasallaje de aquellos así como de los caseríos de la comarca, muchos de cuyos nombres permanecen en la actualidad así: Casam Frexenedo (Freisnedo), Casam Leirana (Lleirá), Casata Ascarico, Casata Michaellis, casata Froga, Casata Armetarii, casata Quimara... junto a ellos los núcleos de población más grandes como la villa de Aranceto, las dos villas de Muices, la villa de Arvoces que se corresponden con los actuales lugares del concejo. También consta como los fundadores y sus herederos que habían participado en la reconquista, regresaron a estas tierras con moros cautivos que habían sido empleado en el trabajo de las tierras y otros menesteres serviles. Así el conde don Froilán de Cartavio hace donación en su testamento: «Damus adhuc mauros qui a nobis fuerunt captivati nominabus Mutarrafe cum filiis suis et Falafe et uxore suam nomina Vagam cum filiis suis.»

### Baja Edad Media
Tal distribución se mantiene durante toda la Baja Edad Media, como conocemos por el inventario de Parroquias elaborado por orden del obispo de Oviedo, Gutierre de Toledo, h. 1385, en el que se señalan dentro del arciprestazgo de Ribadeo las siguientes iglesias: 

- San Juan de Prendonés húsanla a presentar los padrones. Los diezmos partense la mitad el obispo y la mitad el capellán.
- Santa María de Miudes húsala apresentar es el abad de Corias. Los diezmos partense de esta manera la mitad la lleva el abad y el capellán un octavo y el beneficio tres octavos.
- Santa María de Cartavio husala apresentar el cabillo de Oviedo. Los diezmos partense en esta manera: la metad lieva el dicho cabillo, la otra metad el capellán.

Como queda dicho, durante este tiempo el territorio del actual concejo estuvo bajo la dependencia del Honor de Suarón, forma feudal en que el rey ostentaba la facultad de designación de la tenencia. Estas facultades son asumidas por los obispos ovetenses, quienes tras la donación por el rey Alfonso VII del castillo de Suarón y la Tierra de Ribadeo dependiente de aquel verificada el 2 de enero de 1154, adquieren el señorío de la comarca confiriendo a sus súbditos el Fuero de Benavente. A esta extensa demarcación de la obispalía se le dota de puebla, la de Rovoredo, aunque debido a los intentos del concejo por debilitar el poder señorial, el obispo decide trasladar la puebla a Castropol. 
En el seno de este concejo, los vecinos de El Franco concurren a la elección de los cargos municipales a través del partido de Valdemiudes, teniendo derecho a la designación de uno de los cuatro jueces que después del Alcalde Mayor constituyen las magistraturas superiores del Antiguo concejo de Castropol.

### Edad Moderna
En el siglo XIV, la comarca continúa bajo el régimen de la obispalía, hasta que a finales del siglo XVI, el concejo se suma al proceso desamortizador iniciado por Felipe II. Este rey, necesitado de ingresos para paliar los gastos ocasionados por las guerras de religión procede a la apropiación y enajenación de los bienes eclesiásticos. Así por Bula de 14 de marzo de 1579, Felipe II, necesitado de ingresos, amplia la autorización de la Breve cum Acceperimus que inicialmente afectó a los monasterios asturianos y a la Orden de Santiago, haciéndola extensiva al resto de los bienes eclesiásticos, obteniendo así, el privilegio de vender o incorporar a la Corona varios señoríos eclesiásticos, y en concreto «apartaba de la iglesia y vendía perpetuamente villas, lugares, fortalezas, jurisdicciones, vasallos, montes, bosques, prados, cuantos bienes y rentas temporales pertenecían a iglesias catedrales metropolitanas, colegiales, parroquiales, monasterios, cabildos, conventos, dignidades, hospitales y otros lugares píos». Los hombres de negocio del rey anticiparon cantidades que luego pretendieron hacer efectivo sobre los derechos jurisdiccionales que los obispos ovetenses ostentaban en el occidente asturiano, en muchos casos los vecinos proceden a la redención directamente mediante la compra de los derechos jurisdiccionales en otros por el contrario impugnan las ventas o ejercitan el derecho de tanteo sobre dichos derechos.
El concejo de El Franco no se benefició inicialmente del proceso de redención, y no es sino cuando acuciados ante la situación de verse sometidos la arbitrariedad de la jurisdicción de los nuevos señores, se procede a ejercer el derecho de tanteo sobre dichos derechos jurisdiccionales. En el caso de El Franco, que en este caso se intitula de Suero, se comisionó a don Diego García de Valdepares, por las parroquias de Miudes, San Juan de Prendonés, Mohíces, Valdepares y el Santa María del Monte (hoy perteneciente al concejo de Tapia) para proceder a la redención de las cantidades adelantadas por los hombres de negocios del Rey. El documento o cédula conocido como asiento real, fechado el 13 de marzo de 1583, y que encabeza las ordenanzas del concejo, señala como Alonso de Camino había vendido la villa de Suero é feligresías.... a cuenta de lo que se le debía del asiento del medio general, tomada con él y con los demás hombres de negocios de Flandes a Álvaro Flórez de Quiñones, obteniendo el citado Diego García de Valdepares del Rey Felipe II carta de redención en la que se separaba la villa de Suero y feligresías de la dignidad obispal, incorporándose a la su corona y patrimonio real, mediante la cantidad que pareciere justa, y obteniendo así una serie de mercedes o privilegios con varias condiciones que son otros tantos fueros o privilegios del Concejo. 
La carta de redención está fechada el 22 de septiembre de 1583, siendo la cantidad satisfecha por los 117 vecinos del concejo de dos millones doscientos veinticinco mil ochocientos siete maravedíes (2 225 807,5 mrs.) como resulta del expediente abierto Alonso de Camino como consecuencia de dichas ventas y conservado en el Archivo General de Simancas, (CJH, Ig. 252). Esto supuso un esfuerzo realmente considerable para los vecinos quienes obtuvieron mediante empréstitos diversos y la constitución de los cotos de Boimouro y de Sueiro de Arriba dependientes del Marqués de Santa Cruz y del Villar respectivamente. También, atendidos los bienes que la sede episcopal tenía en el concejo, y como consecuencia de la negativa a pagar del cabildo y de los sucesivos requerimiento que se le dirigieron, se acuerda el 17 de junio de 1591 por el alcalde mayor hacer efectivo dichos pagos a costa de que le correspondía pagar al cobrador de las rentas Alonso Méndez de San Julián llevador de sus rentas. La posesión del concejo se verificó en el año 1584 ante don Pedro Galván, Escribano de número vecino de la villa de Cebreros, siendo ejecutor don Juan de Grijalba, por comisión de los señores del Real, quedando efectivamente constituido el concejo con jurisdicción propia y llevándose a efecto la redacción de las primeras ordenanzas, cuyo contenido exacto se desconoce, siendo las que nos han llegado de 1699. 
El concejo se integró dentro de la Junta General del Principado bajo la dependencia del Castropol, con quien concurría al nombramiento de representantes y del que se encuentra agregado conforme nos indica el Catastro de la Ensenada en cuanto a rentas, alcabalas, millones y demás.
Las primitivas ordenanzas del concejo inspiradas en las existentes en el antiguo concejo de Castropol, previnieron la necesidad de reunión anual de los vecinos, en concejo abierto, el cual debería de tener lugar el día de San Pedro y en el que los vecinos se agrupaban en parroquias para la designación de los justicias y demás cargos municipales. De dichas reuniones habían de salir ocho electores o cobres, encargados de la designación de aquellos, los cuales se distribuían del modo siguiente:
- 1 cobre por la parroquia de Valdepares que incluía la del Franco.
- 1 cobre por la de Mohíces.
- 3 cobres por la de Miudes, que se distribuían en tres partidos cobre de arriba, de en medio y de abajo,
- 1 cobre y 1/2 por la de San Juan de Prendonés distribuyéndose alternativamente cada dos años con el Monte.
- 1 cobre y 1/2 por la de Santa María del Monte, hoy en el concejo de Tapia.
En las primitivas ordenanzas la elección debió de hacerse por sufragio universal indirecto, tal como conocemos hoy que sucedía en el Boal y en Castropol, sin embargo en el año 1699, una junta de notables procedió a su modificación instaurando el sistema de suertes, que consistía en la introducción en un cántaro de barro de tantas papeletas como electores y extrayendo del mismo un muchacho las correspondientes a los cobres de cada una de las parroquias. Esta forma de organización permanece hasta el 5 de diciembre año 1826 en que son suprimidos estos concejos abiertos propios de los concejos de Villazgo, y si bien es restablecido por Orden Ministerial de 23 de febrero de 1828 es definitivamente suprimido por el Real Decreto de 21 de noviembre de 1834. Con todo, Marcelino Fernández, hace constar como a principios del siglo XIX, concretamente el 29 de diciembre de 1819, todavía tiene lugar una reunión en concejo abierto en el Campo del Tablado en la Villa de El Franco.
En este tiempo, según el Catastro de la Ensenada existían en el Concejo cinco batanes de paños, tres herrerías, tres mazos de tirar y espalmar el hierro, cuyos productos tenían salida por el Puerto de Viavélez. El informe de El Franco para el diccionario de Martínez Marina significa que en el puerto de Viavélez pueden entrar barcos de 2000 quintales, si bien pudieran entrar más embarcaciones si tuvieran medios para fabricar un muelle dentro para la defensa de las embarcaciones. Según el mismo Catastro de la Ensenada en el Franco los pescadores dedicaban la quinta parte del año a esta actividad y el resto al campo a afianzar las cosechas sin las cuales no se pueden mantener.

### Edad Contemporánea
En el siglo XVIII, todavía quedaban cotos señoriales en El Franco, pero no sería sino hasta finales del XVIII y principios del XIX, cuando se produce una serie de cambios a niveles administrativos y territoriales que harán que empiecen a desaparecer estos cotos que tenían su propia jurisdicción dentro del territorio para integrarse dentro de la jurisdicción ordinaria.
Es en este siglo, el XIX, cuando hay una especie de ayuntamiento itinerante, hasta que en el verano de 1852, se decide trasladar la capital a La Caridad, dejándolo ahí definitivamente.
En el siglo XX, la Guerra Civil, la dictadura franquista y la democracia tienen pocos sucesos que la individualicen respecto a su entorno. Es en esta centuria cuando el concejo iniciará un despegue con la incorporación y especialización en el mercado agropecuario.

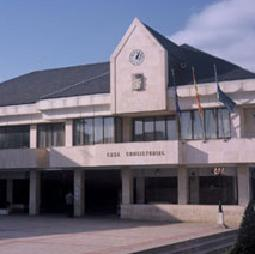
Casa consistorial

## Demografía
El Franco cuenta con una población de 3744 habitantes (INE 2024).
| Gráfica de evolución demográfica de Franco (El) entre 1842 y 2021                                                   |
| |
| Población de derecho según los censos de población del INE Población de hecho según los censos de población del INE |

El Franco mantuvo una población constante de alrededor de 5000 personas hasta 1960 que comienza a disminuir, este descenso fue igual en casi todos sus núcleos de población, excepto en La Caridad que es su capital con algo más de 1000 habitantes. Su estructura está envejecida con casi el 25 % mayores de 60 años mientras que menos del 23 % son jóvenes.
La historia del desplazamiento de la gente de este concejo de El Franco, es la misma que la de los concejos de la marina occidental, aunque aquí comienza más tarde, alrededor de 1963, pero afectando sobremanera a la población adulta, motivada por las estrecheces del sistema económico doméstico, y a un desequilibrio muy descompensado entre recursos y población, marcando una incapacidad para poder sustentar ese aumento poblacional, incidiendo más en la población masculina.
Su emigración se dirige a diferentes zonas como Hispanoamérica y en especial a Cuba, donde se funda el centro Unión de Naturales del Franco. Los lugares de embarque eran los puertos de Vigo, La Coruña, Ribadeo, Avilés y Gijón. Otras zonas del país como Barcelona o las zonas industrializadas de Asturias, como Gijón y Avilés, fueron otros destinos elegidos por los franquinos.
El tipo de poblamiento que domina es la dispersión demográfica, aunque mucha población se concentra en torno a la capital. La organización del espacio también está determinada por la posibilidad de instalarse en la unidad de explotación familiar, o de poder instalarse en la carretera general, ya que esto siempre ofrece una fuente mayor de ingresos. Este concejo tiene un poblamiento intercalar, con una densidad media de 55 hab./km².

## Economía
Su economía está basada en la ganadería que se ha doblado en las últimas décadas, habiendo un cambio de raza en busca de una mayor producción de lácteos , y en menor medida de carne. Unos de los sectores que registran un aumento de más del doble son los sectores secundarios y terciarios y dentro de estos destacaremos la construcción y el comercio.

## Símbolos
El concejo asturiano de El Franco carece de escudo propio. Utilizan una versión simplificada del escudo de España de Carlos III, junto con el lema: FRANCO POR SU REY, LIBRE POR SU LEY.

## Administración y política

### Gobierno municipal
En el concejo de El Franco, desde 1979, los independientes han sido los que más tiempo han gobernado, con su histórico alcalde Agustín da Costa García, presentándose hasta en cuatro candidaturas diferentes, y que finalmente en 1995 pasó al PP. Tras esto, la actual alcaldesa es Cecilia Pérez Sánchez, del PSOE.
| Periodo   | Nombre                  | Partido | Partido                                    |
| --------- | ----------------------- | ------- | ------------------------------------------ |
| 1979-1983 | Agustín da Costa García |         | Unión de Centro Democrático (UCD)          |
| 1983-1987 | Agustín da Costa García |         | Alianza Popular (AP)                       |
| 1987-1995 | Agustín da Costa García |         | Independiente                              |
| 1995-1999 | Agustín da Costa García |         | PP                                         |
| 1999-2000 | Cecilia Pérez Sánchez   |         | Federación Socialista Asturiana (FSA-PSOE) |
| 2000-2003 | José Díaz Baniela       |         | PP                                         |
| 2003-act. | Cecilia Pérez Sánchez   |         | Federación Socialista Asturiana (FSA-PSOE) |

| Partido político    | Partido político                                                    | 1979   | 1983   | 1987   | 1991   | 1995   | 1999   | 2003   | 2007   | 2011   | 2015   | 2019   | 2023   |
| Partido político    | Partido político                                                    | Ediles | Ediles | Ediles | Ediles | Ediles | Ediles | Ediles | Ediles | Ediles | Ediles | Ediles | Ediles |
|                     | Federación Socialista Asturiana (FSA-PSOE)                          | 2      | 4      | 4      | 3      | 4      | 3      | 6      | 6      | 5      | 7      | 7      | 7      |
|                     | Alianza Popular (AP)-Partido Popular (PP)                           | —      | 7      | 0      | 0      | 6      | 3      | 5      | 4      | 3      | 2      | 2      | 3      |
|                     | Foro Asturias (FAC)                                                 | —      | —      | —      | —      | —      | —      | —      | —      | 2      | 2      | 1      | —      |
|                     | Izquierda Unida (IU)-Izquierda Unida (IU)-IU-BA-Los Verdes (LV)     | —      | —      | —      | —      | —      | 0      | 0      | 1      | 1      | 0      | 1      | 1      |
|                     | Unión de Centro Democrático (UCD)-Centro Democrático y Social (CDS) | 6      | 0      | 1      | 1      | —      | —      | —      | —      | —      | —      | —      | —      |
|                     | Candidatura Electores Independientes (CEI-EF)                       | —      | —      | 6      | 7      | —      | —      | —      | —      | —      | —      | —      | —      |
|                     | Centristas Asturianos (CAS)                                         | —      | —      | —      | —      | 1      | —      | —      | —      | —      | —      | —      | —      |
|                     | Unión Renovadora Asturiana (URAS)-Partíu Asturianista (PAS)         | —      | —      | —      | —      | —      | 5      | —      | —      | —      | —      | —      | —      |
|                     | Independientes                                                      | 3      | —      | —      | —      | —      | —      | —      | —      | —      | —      | —      | —      |
| Total de concejales | Total de concejales                                                 | 11     | 11     | 11     | 11     | 11     | 11     | 11     | 11     | 11     | 11     | 11     | 11     |

### Organización territorial
El concejo de El Franco está dividido en 8 parroquias:
- Arancedo
- La Braña (A Braña)
- La Caridad (A Caridá)
- Lebredo (Llebredo)
- Miudes
- Prendones (San Xuan de Prendonés)
- Valdepares
- Villalmarzo

## Cultura

### Patrimonio
Tiene diferentes muestras de arquitectura tanto religiosas como civiles, entre las que destacaremos:
La iglesia de Santa María, tiene restos románicos como es el ábside semicircular. La actual iglesia es de tres naves. Destacan sus retablos del siglo XVIII, una maravillosa talla de la Virgen entronizada con el Niño leyendo las escrituras, destacando el juego de pliegues de los mantos. Los rostros son anchos y de fracciones que han sido trabajadas toscamente.
El palacio de Miudes, de la familia Castropol es del siglo XVI. Su estructura es de planta en forma de “U” y muro almenado con torre cuadrada. A la derecha del edificio hay otro edificio menor que también se cierra con muro almenado. En el patio principal se encuentra una escalera que conduce a una galería. En el ala izquierda está la capilla adosada con acceso al exterior y el escudo de los Villamil y Acebedo. El edificio está encalado menos el zócalo y los vanos.
El palacio de Fonfría del siglo XVI, en el que su primera construcción fue una torre, se organiza en forma de “L” cerrada con muralla almenada. En el muro se abre la puerta neoclásica que es adintelada sobre pilastras y rematado por un frontón. La torre es de tres pisos con tres ventanas enmarcadas por sillares monolíticos. Todo ello está realizado en mampostería.
El palacio de Jardón, o quinta de San Jorge. Su estilo es del Segundo Imperio, tiene planta en forma de “H” sobre una terraza con balaustrada. Son las columnas laterales y sobresalientes que enmarcan el dintel con terraza sobre pórtico de columnas jónicas. Los vanos del primer piso son adintelados con pilastras. La cubierta es de pizarra rematada en zinc, los laterales son más elevados y con ósculos. El interior se reparte alrededor de un patio acristalado. La finca está rodeada de un muro que se curva para realzar la entrada desde donde se contempla la casa y los jardines.
Las escuelas de Viavélez, financiadas por Eduardo Jardón. La portada es neoclásica rematada en doble frontón. El edificio es de un aula y vivienda adosada para el maestro o maestra. En la fachada tiene el emblema de la República Argentina.
La torre Valdepares, es un gran chalet con palmeras y estatuas que hacen de entrada del edificio. En su fachada principal predomina una torre de tres pisos y mirador acristalado, el lateral derecho son dos largas galerías acristaladas de madera que ocupan toda la fachada. El edificio sufrió un incendio en 1996 en el que quedó muy afectado.

### Fiestas
- En junio: el día 13, Santo Antonio en Miudes y el 24, San Juan de Prendonés y el Corpus en Valdepares.
- En agosto: el día 2, Santo Ángel en Viavélez y el 24 San Bartolomé en Valdepares.
- En agosto: el último sábado de ese mes se celebra todos los años desde 1983 La Noite Celta de Porcía, festival decano de Asturias de la cultura celta.
- En septiembre: el día 8 es la de los Remedios en el que una gran concurrencia acude a la romería en Porcía. La Caridad celebra la festividad de San Miguel el día 29, estando precedida dicha celebración de una semana cultural.
- En octubre: el día 12, Santo Pilar en La Caridad.

### Lengua
La lengua tradicional del concejo de El Franco, es el gallego-asturiano, variedad idiomática de filiación galaico-portuguesa, reconocida legalmente como tal lengua, en la Ley 1/1998, de 23 de marzo, de uso y promoción del bable/asturiano y del gallego-asturiano. La fala como es conocido en el Concejo el gallego-asturiano presenta la particularidad de palatizar las consonantes laterales iniciales así como el mantenimiento de las laterales palatales que en otras lenguas galaico-portuguesas degeminan, así 'llúa' frente a 'lúa' (luna), 'caballo' frente a 'cabalo' (caballo), 'gallía' frente a 'galiña' (gallina). Se da al igual que en el resto de los concejos el mismo fenómeno de pérdida de las nasales palatales, si bien no tan acentuado como los concejos situados más al Este como Coaña y El Boal, que pierden estas consonantes así 'poñer' (El Franco) frente a 'púer' (Boal), 'seña' (El Franco) frente a 'sía' (Boal), etc.
Por lo demás, esta lengua por su originalidad e interés filológico ha sido objeto de importantes estudios, siendo de destacar el diccionario del Bable de Occidente, publicado en 1932 por Marcelino Fernández y Acevedo Huelves y más recientemente y de forma sistemática "El habla de El Franco" por José García García en 1983, libro cuya lectura es referencia imprescindible para el estudio del gallego-asturiano.